# Nishimura Masanari
Nishimura Masanari (西村昌也 Tây Thôn Xương Dã, 1965 – 2013), là một nhà khảo cổ học người Nhật Bản. Ông có tên tiếng Việt là Lý Văn Sỹ. Ông Nishimura Masanari đã có thời gian dài làm cộng tác viên tại Viện Khảo cổ học Việt Nam, ông được mệnh danh là một người Nhật rất Việt Nam. Ông là người có đóng góp lớn vào việc xây dựng Bảo tàng gốm Kim Lan, bảo tàng cấp xã đầu tiên ở Việt Nam.

## Cuộc sống
Tiến sĩ Masanari sinh tại thành phố Shimonoseki, Nhật Bản. Ông học về khoa khảo cổ học ở Đại học Tokyo, ông nói tiếng Việt rất tốt.
Ông bắt đầu đến Việt Nam năm 1990, trong chương trình hợp tác giữa Nhật Bản và Việt Nam để khai quật một số mộ cổ ở Nghĩa Đàn, Nghệ An và nghiên cứu về di chỉ làng Vạc.
Luận án thạc sĩ của ông nghiên cứu về công cụ đá của văn hóa Hòa Bình và văn hóa Sơn Vi. Luận án tiến sĩ của ông nghiên cứu về khảo cổ học ở đồng bằng sông Hồng và đồng bằng sông Mê Kông – Đồng Nai.
Ông Nishimura và các đồng nghiệp của ông ở Viện Nghiên cứu Tương tác Văn hóa thuộc Đại học Kansai, Nhật Bản đã có nhiều công trình hợp tác với Khoa Lịch sử, Trường Đại học Khoa học, Đại học Huế.
Năm 2001, ông kết hôn với tiến sĩ Noriko, lễ cưới của ông bà được tổ chức tại Bảo tàng Phụ nữ Việt Nam, và họ đã có hai con trai. Cả gia đình ông đã có nhiều năm gắn bó với Việt Nam.
Tiến sĩ Masanari qua đời sau một tai nạn giao thông trên đường 5 ở Hà Nội, khi ông đang đi xe máy để khảo sát ở chùa Dạm, ngôi chùa quan trọng bậc nhất của thời Lý, hiện còn lại cột đá rất nổi tiếng. Do cả gia đình ông Nishimura đều gắn bó với Việt Nam, vì vậy nên gia đình ông đã có nguyện vọng thực hiện việc tang lễ của ông theo nghi thức của một người Việt. Viện Khảo cổ học Việt Nam đã đứng ra tổ chức tang lễ cho ông. Linh cữu của ông được chôn cất tại nghĩa trang xã Kim Lan, Gia Lâm, Hà Nội.
Sự ra đi đột ngột của ông Masanari đã khiến nhiều người cảm thấy xót xa, nuối tiếc. Những lời tri ân và thương tiếc với Tiến sĩ Masanari đã xuất hiện trên khắp các diễn đàn, mạng xã hội, nhất là của những người đã từng được gặp và làm việc cùng ông

## Những đóng góp
Trong suốt 20 năm cộng tác và làm việc ở Việt Nam, ông Masanari đã có nhiều công trình nghiên cứu khảo cổ rất có giá trị. Ông là người phát hiện ra mảnh khuôn đúc trống đồng duy nhất từ trước đến nay, có niên đại khoảng thế kỷ 1 đến thế kỷ 3 sau Công nguyên. Điều này đã chứng tỏ rằng, trống đồng được đúc ra từ chính Việt Nam, chứ không phải từ nơi khác mang đến.
Ông còn là người có công đóng góp cho việc xây dựng Bảo tàng gốm Kim Lan và Dương Xá nằm tại Bắc Ninh. Ông cùng những đồng nghiệp khảo cổ Việt Nam đã phát hiện các khuôn đúc mũi tên tại Luy Lâu, nhằm chứng tỏ mũi tên có niên đại từ thời kỳ An Dương Vương và đã được sản xuất tại Việt Nam thời xưa.
Tiến sĩ Masanari đã tham gia nhiều chương trình khác như nghiên cứu địa điểm 18 Hoàng Diệu, Hà Nội, tham gia nghiên cứu thành nhà Hồ, trống đồng Đông Sơn. Ông cũng là người góp phần giới thiệu phương pháp "khảo cổ học bình dân" cho mọi người biết cách bảo tồn lưu giữ di chỉ khảo cổ. Ông cũng tham gia đào tạo và hướng dẫn các nghiên cứu trẻ của Viện khảo cổ học và các địa phương.
Ông Nishimura Masanari đã nghiên cứu về Hoàng thành Thăng Long, di vật đời Lý – Trần; đến Tây Đô (Thanh Hóa). Những nghiên cứu hữu ích của ông đã góp phần để UNESCO công nhận ngôi thành đá độc đáo này là Di sản Văn hóa thế giới

## Đánh giá
- "Sự ra đi của ông Nishimura Masanari khiến cả ngành khảo cổ Việt Nam sững sờ...Nishimura Masanari là người trung thực, luôn giúp đỡ bạn bè. Ông là một trong những nhà khảo cổ có những nghiên cứu sâu nhất trong lĩnh vực này ở Việt Nam"_ phó giáo sư Nguyễn Lân Cường, phó tổng thư ký Hội khảo cổ học Việt Nam.

- "... một người "sôi nổi, nhiệt tình, thông minh và dễ hòa đồng". Masanari Việt Nam hơn cả Việt Nam, Nhật hơn cả Nhật... Dường như đó là duyên phận, chỉ một lần sang Việt Nam đã khiến ông quyết định gắn bó lâu dài với đất nước chúng ta"_Tiến sĩ Bùi Văn Liêm, phó Viện trưởng Viện Khảo cổ học Việt Nam.

- "Nishimura là một nhà khoa học hết sức đặc biệt. Ông ấy say mê Việt Nam đến mức độ kỳ lạ. Ông ấy đã lùng sục khắp nơi ở Việt Nam, nơi nào có di chỉ khảo cổ là ông lại tìm đến"_Giáo sư Nguyễn Quang Ngọc, Phó chủ tịch Hội khoa học lịch sử Việt Nam

- "không có điểm nóng nào về khảo cổ ở Việt Nam mà không có dấu chân Masanari. Ông là người có công lớn trong việc đem không khí học thuật sống động vào Việt Nam. Masanari đã phát hiện ra mảnh khuôn đúc trống đồng đầu tiên ở Việt Nam. Đây là phát hiện rất có ý nghĩa, vì lâu nay, nhiều người cho rằng, trống đồng Đông Sơn không phải phát tích ở Việt Nam... Với lượng kiến thức tiếp thu từ nhiều nước khác trên thế giới, ông đã mang nhiều kiến thức mới đến Việt Nam"_Ông Tống Trung Tín, Viện trưởng Viện Khảo cổ học Việt Nam.

## Câu nói
| “ | Việt Nam còn khó khăn, nhưng khó khăn lại có cái hay. Tôi thích khó khăn, và ngay từ đầu đến Việt Nam, tôi cảm thấy có cái gì đó thân thuộc gần gũi với người Việt | ” |